# Prowincja Północna (Sudan)
Prowincja Północna (arab. الشمالية, Asz-Szamalijja) – prowincja w północnym Sudanie.
W jej skład wchodzą 4 dystrykty:
1. Wadi Halfa
2. Dongola
3. Marawi
4. Ad-Dabba